# Путейкис, Наглис
Наглис Путейкис (лит. Naglis Puteikis; род. 2 сентября 1964 года, Вильнюс) — литовский историк, политический, общественный деятель Клайпедского городского самоуправления и политический деятель.

## Биография
Наглис Путейкис родился 2 сентября 1964 года в Вильнюсе, женат с Ниной Путекене, у него есть сын Гедиминас (род. 1993 г.) и дочь Аугусте (род. 2000 г.). В 1982 г. окончил Вильнюсскую 15-ю среднюю школу и поступил на исторический факультет Вильнюсского университета. Со второго курса призван в Советскую армию. Проходил службу в Афганистане. Уволился в запас в 1985 году, после чего вернулся в университет. В 1988 году начал работать старшим археологом и инспектором в Инспекции по охране исторических и культурных памятников Вильнюсского горисполкома. Участвовал в создании первых организаций социального обеспечения.
В 1990—1995 годах работал генеральным директором Инспекции культурного наследия Литовской Республики. В 1995—1996 гг. был координатором социальных программ в Ассоциации муниципалитетов Литвы, готовил программы для пенсий, социальной помощи, социальной помощи и ухода за инвалидами.
В 1996—2000 годах работал в Государственной комиссии по памятной охране, директор департамента охраны культурного наследия, заместитель министра культуры, отвечал за музеи, библиотеки, культурное наследие, часть государственных и акционерных обществ, управляемых министерством.
В 2000—2004 годах был директором Клайпедского судоремонта. В 2005—2006 гг. — помощник члена Сейма Эмануэлиса Зингериса. В 2006—2007 годах — начальник Клайпедского территориального подразделения Департамента культурного наследия при Министерстве культуры.